# 葛飾区立鎌倉小学校
葛飾区立鎌倉小学校（かつしかくりつ かまくらしょうがっこう）は、東京都葛飾区鎌倉にある区立小学校である。

## 沿革

### 略歴
1952年（昭和27年）9月1日に葛飾区立柴又小学校鎌倉分校として設立された。その後、同年11月1日に現在の校名で独立した。

### 年表
出典
- 1952年（昭和27年）
  - 9月1日 - 葛飾区立柴又小学校鎌倉分校として、設立開校。
  - 11月1日 - 葛飾区立鎌倉小学校として独立
- 1957年（昭和32年）11月1日 - 開校5周年記念式典挙行。校旗・校歌制定。
- 1963年（昭和38年）3月19日 - 体育館落成。創立10周年記念式典挙行。
- 1972年（昭和47年）11月2日 - 開校20周年記念式典挙行。
- 1975年（昭和50年）4月9日 - プール完成。
- 1982年（昭和57年）10月30日 - 創立30周年記念式典挙行。
- 1989年（平成元年）5月13日 - 現体育館落成記念式典挙行。
- 1992年（平成4年）11月7日 - 創立40周年記念式典挙行。
- 1996年（平成8年）4月1日 - 学校警備機械化開始。
- 1997年（平成9年）3月11日 - コンピュータ室新設。
- 1999年（平成11年）7月 - この月から8月にかけて、校庭全面改修と遊具移動・砂場新設とスプリンクラー改修を実施。
- 2002年（平成14年）
  - 8月31日 - 北非常階段設置工事。
  - 10月26日 - 創立50周年記念式典挙行。
- 2003年（平成15年）
  - 4月1日 - 学校ホームページ開設。
  - 6月11日 - 校舎耐震診断実施。
  - 8月 - 北校舎非常階段新設。
- 2004年（平成16年）
  - 4月12日 - 「わくわくチャレンジかまくら」開始。
  - 9月 - 図書室にエアコンを設置。
- 2005年（平成17年）6月 - 普通教室にエアコンを設置。
- 2007年（平成19年）6月 - 特別教室にエアコンを設置。
- 2008年（平成20年）7月 - この月から8月にかけて、北校舎トイレ改修工事実施。
- 2009年（平成21年）8月 - テレビ放送デジタル化工事。
- 2010年（平成22年）2月 - 太陽光発電施設設置。
- 2011年（平成23年）
  - 2月 - 校務IT化支援システム導入。
  - 7月 - 屋上防水工事実施。
- 2012年（平成24年）11月 - 創立60周年記念式典挙行。
- 2013年（平成25年）
  - 3月31日 - 屋上芝生工事完了。
  - 9月1日 - 屋上芝生化完成。
  - 10月1日 - 校舎・体育館外壁全面塗装工事。
- 2016年（平成28年）4月1日 - つぼみ学級（特別支援教室）開設。
- 2018年（平成30年） - 平成30年オリンピック・パラリンピックアワード校。
- 2019年（令和元年） - 同年度から令和3年度にかけて、オリンピック・パラリンピックアワード校。
- 2021年（令和3年）12月1日 - 体育館エアコン設置。
- 2022年（令和4年）11月1日 - 創立70周年記念式典挙行。

## 教育方針
- 『よく遊び、よく学べ』[4]
  - 進んで学ぶ子
  - 思いやりのある子
  - 健康な子

## 通学区域
出典
- 葛飾区
  - 鎌倉1丁目（全域）
  - 鎌倉2丁目（28番～31番）
  - 鎌倉3丁目（1番～8番・16番～58番）
  - 鎌倉4丁目（1番～43番）
- なお、下述の通り、本校は江戸川区境線に接しているため、江戸川区北小岩6丁目の一部では、江戸川区立上小岩第二小学校より、本校の方が近い地域がある。

## 進学先中学校
出典
- 葛飾区立奥戸中学校 - 鎌倉1丁目・鎌倉2丁目から通う児童の進学先
- 葛飾区立桜道中学校 - 鎌倉3丁目・鎌倉4丁目から通う児童の進学先
- また、少数ながら葛飾区立高砂中学校や、下述の通り江戸川区に隣接した立地のため小岩第三中学校などに進学する生徒もいる。

## 学校周辺
学校北側には、葛飾・江戸川区境線があり、「◯」が付されている施設は、江戸川区内に所在する。
- 鎌倉小学校学童保育クラブ - 同一敷地内
- ◯Big-A江戸川北小岩店
- 住宅地
- 葛飾区立鎌倉東児童遊園
- 八幡神社
- 葛飾鎌倉郵便局

## 交通
- 京成バス「小55」・「新金01」の各系統で、「鎌倉小学校」停留所下車後、徒歩3分。
- 北総鉄道北総線「新柴又駅」より徒歩7分（経路案内）
- 京成電鉄本線「京成小岩駅」（江戸川区）より徒歩9分（経路案内）
  - なお、鎌倉小学校ホームページ内の「アクセス」には、『「新柴又」・「京成小岩」両駅から徒歩10分』と記載されている。

## 関係者

### 出身者
- 鈴木信行（政治活動家、1978年卒業） - 元葛飾区議会議員